# Dan Bingenheimer
Daniel Mark Bingenheimer, detto Dan (Belvidere, 5 novembre 1963), è un ex cestista statunitense, professionista in Francia, Spagna, Giappone e Israele.

## Carriera
È stato selezionato dai Golden State Warriors al quarto giro del Draft NBA 1986 (75ª scelta assoluta).

## Palmarès
- Coppa di Israele: 1

Hapoel Gerusalemme: 1996-97